# سکالیتسا
سکالیتسا (به آلمانی: Skalitz) یک شهرک در اسلواکی با جمعیت ۱۴٬۹۶۳ نفر است که در Skalica District واقع شده‌است.

## نگارخانه

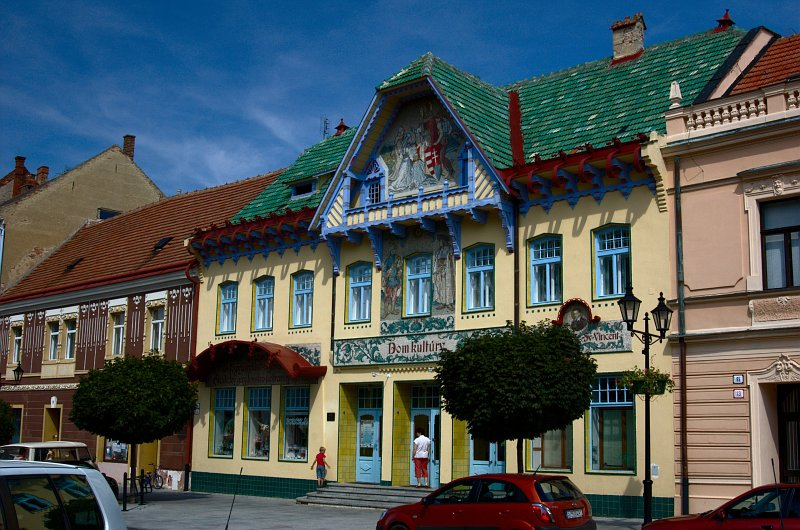
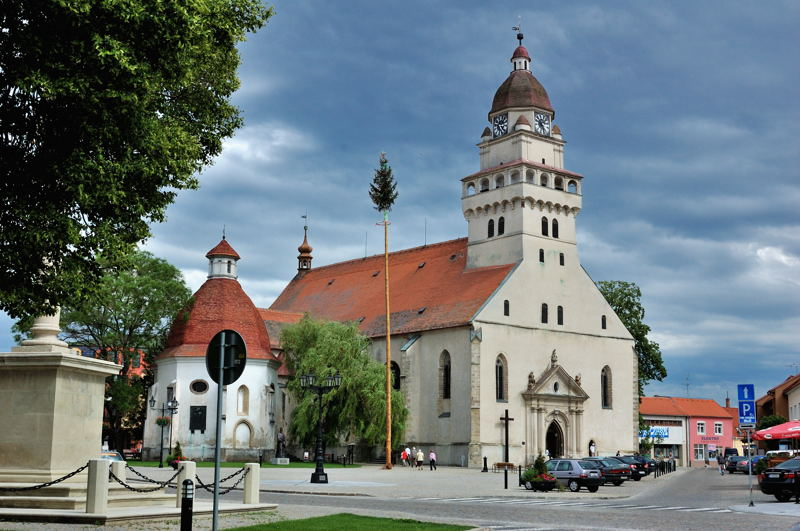
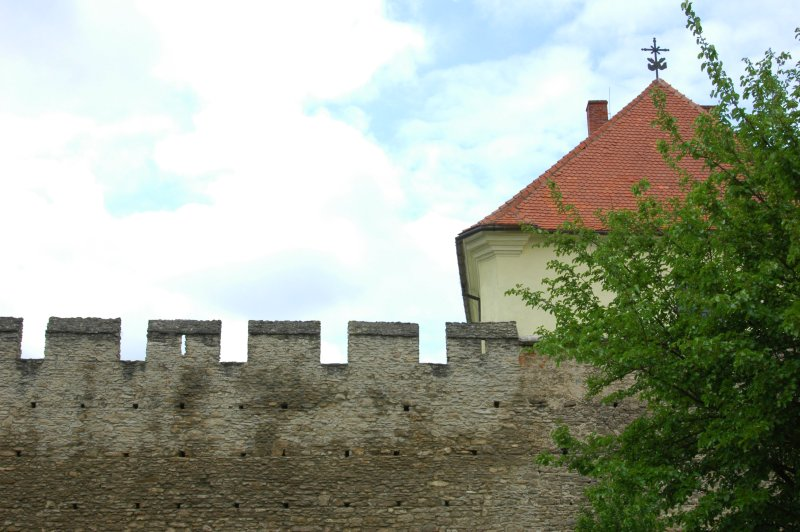
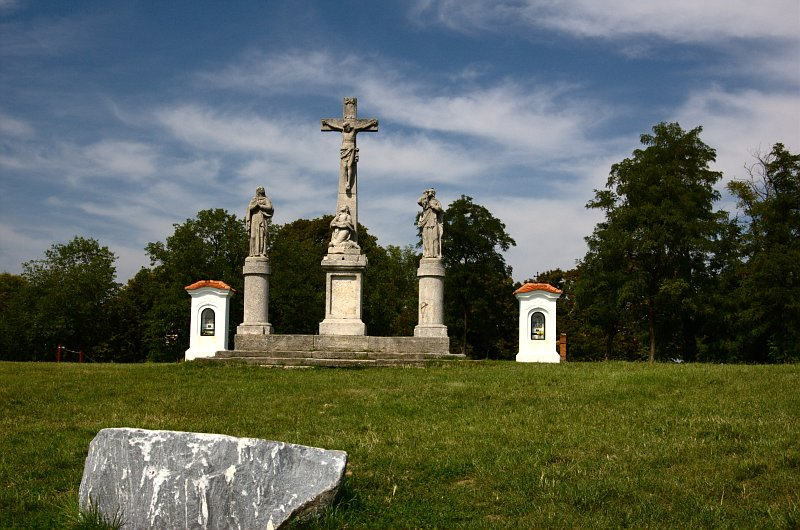
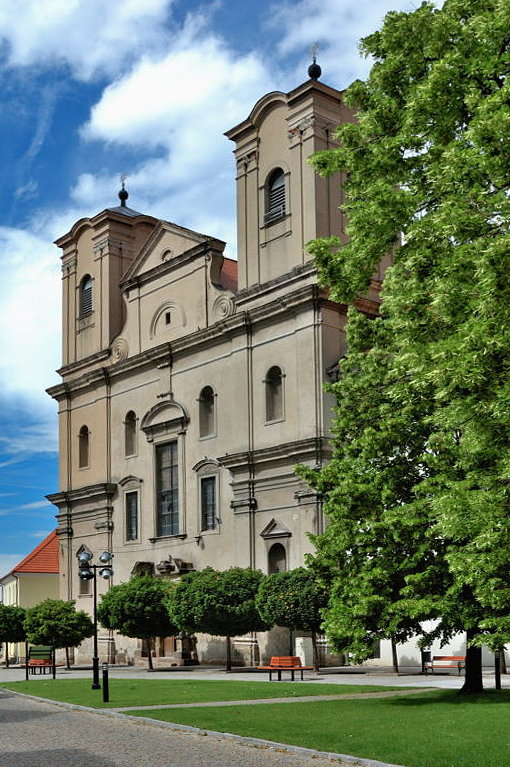
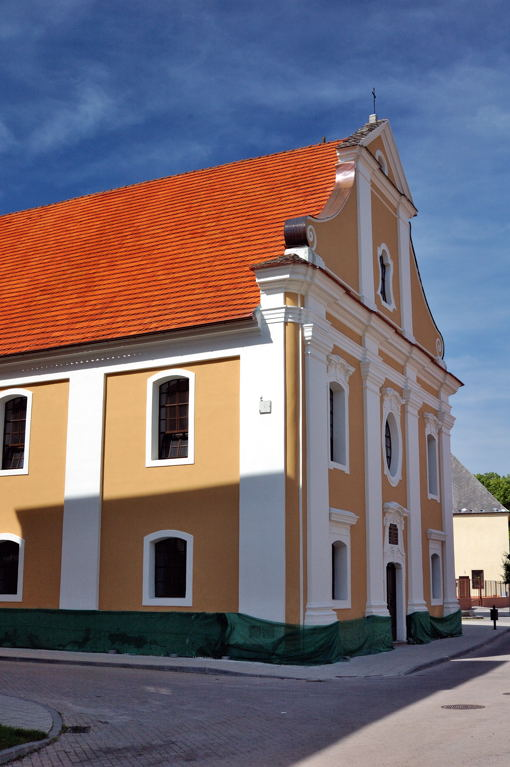
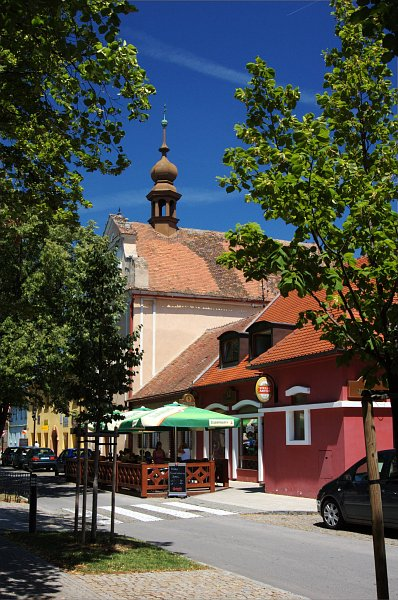
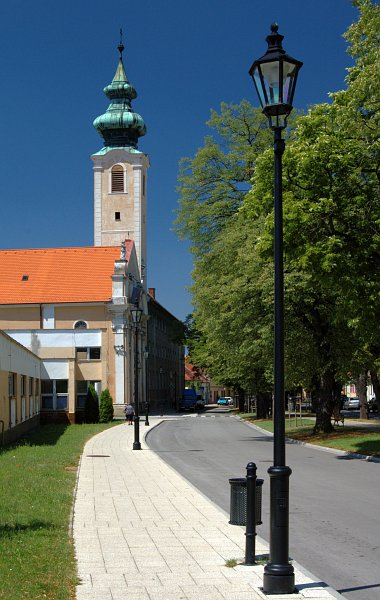
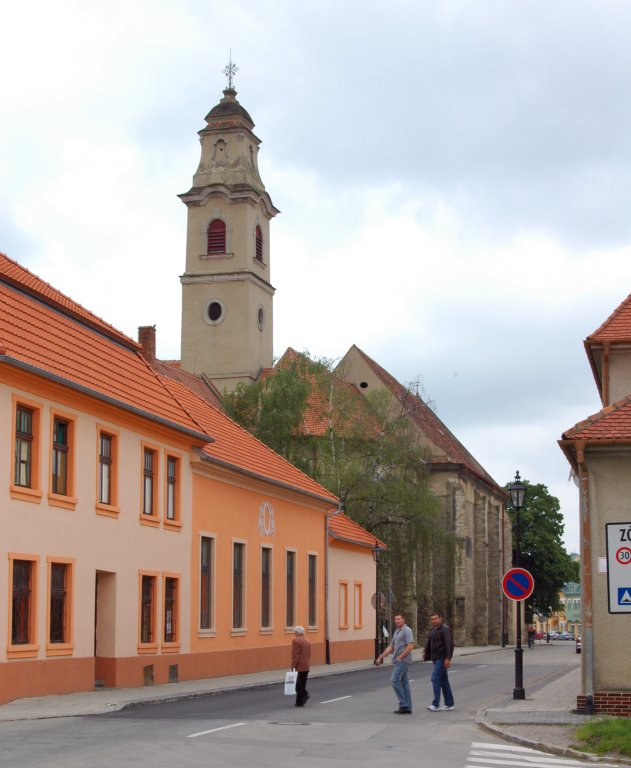
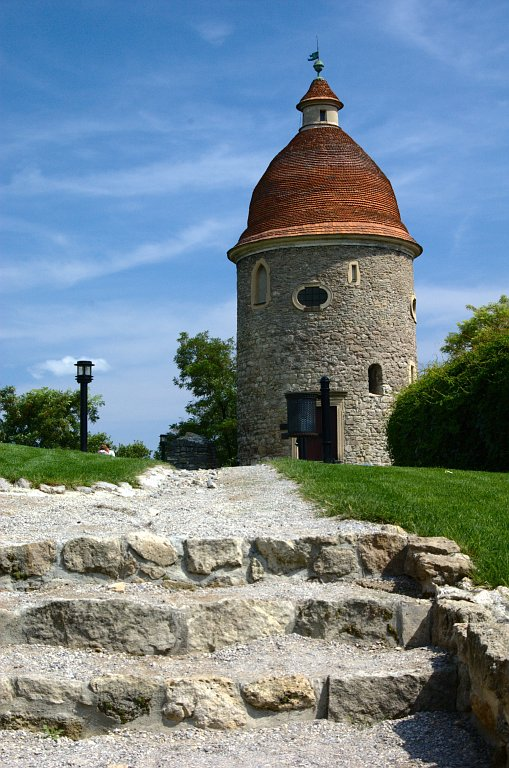
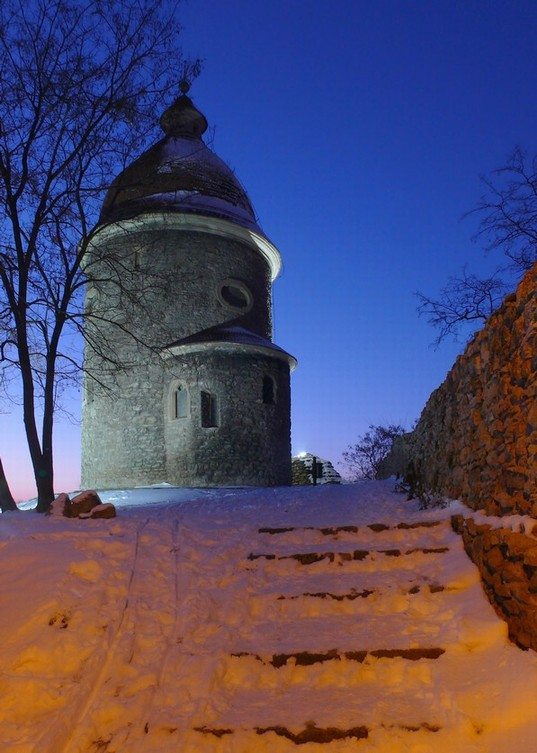
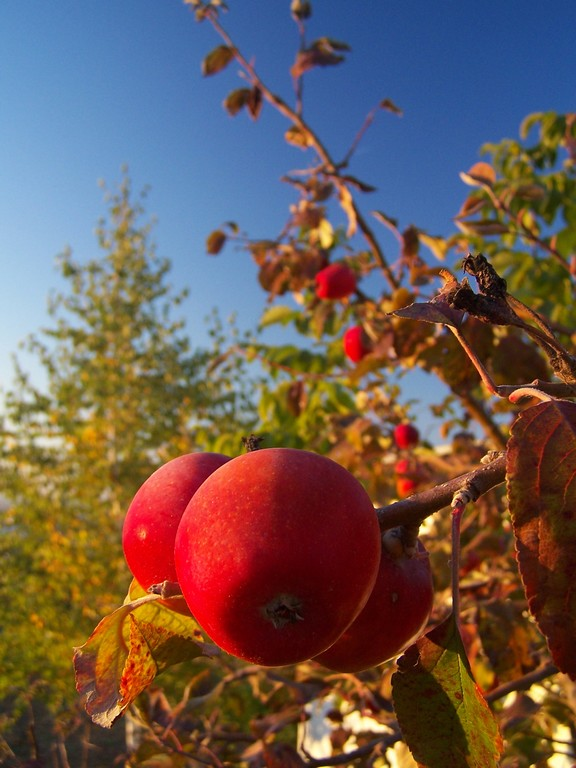